# Zale woodii
Zale woodii là một loài bướm đêm trong họ Erebidae.